# Nasua nasua
Gấu mèo mõm lợn Nam Mỹ (Nasua nasua) là một loài động vật có vú trong họ Gấu mèo Bắc Mỹ, bộ Ăn thịt. Loài này được Linnaeus mô tả năm 1766.
Nó được tìm thấy từ khu vực nhiệt đới và cận nhiệt đới Nam Mỹ. Trong tiếng Bồ Đào Nha Brasil nó được gọi là quati. Trọng lượng ở loài này là 2–7,2 kg (4,4–15,9 lb) và tổng chiều dài là 85–113 cm (33–44 in), một nửa trong số đó là chiều dài đuôi. Màu sắc thay đổi cao và các vòng khuyên ở đuôi có thể khá mờ nhạt.

## Phân bố
Loài thú này phân bố rộng rãi ở khu vực nhiệt đới và cận nhiệt đới Nam Mỹ. Hầu hết phân bố ở vùng đất thấp phía đông của Andes (tại địa phương, nó hiện diện ở độ cao đến 2.500 m hay 8.200 ft), từ Colombia và The Guianas phía nam đến Uruguay và bắc Argentina (Chile là quốc gia Nam Mỹ duy nhất không có loài này). 
Tình trạng của chúng ở phía tây Andes đã gây một số nhầm lẫn, nhưng các mẫu vật ghi nhận từ tây Ecuador, và bắc và tây Colombia là các coati Nam Mỹ. Chỉ có các ghi chép tài liệu với coati mũi trắng ở Nam Mỹ là viễn tây bắc Colombia (vịnh Urabá, khu vực gần biên giới Colombia với Panama). Coati núi nhỏ hoăn chủ yếu được tìm thấy ở độ cao trên độ cao của loài coati Nam Mỹ, nhưng có sự chồng lấn khu vực đáng kể.

## Hình ảnh

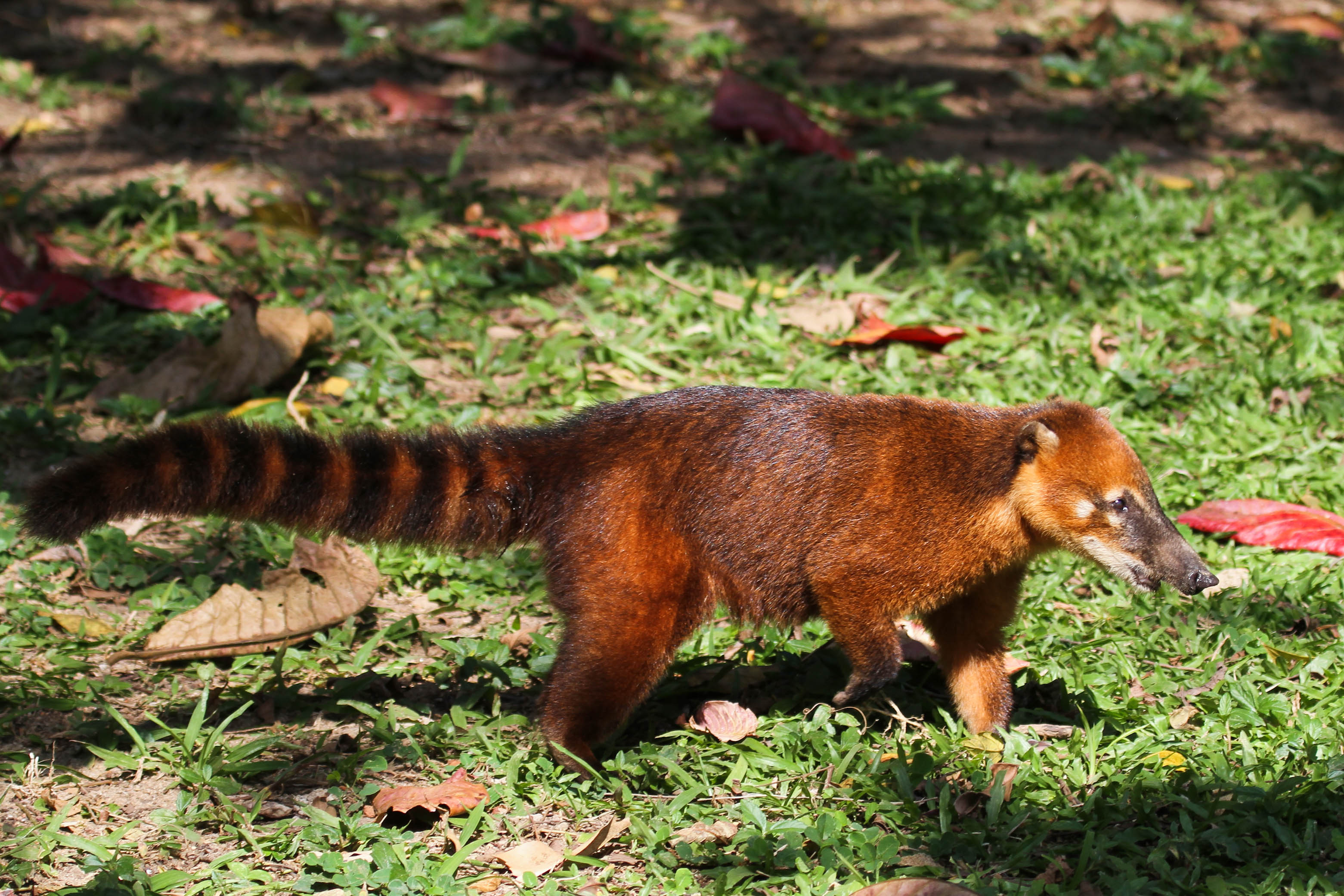
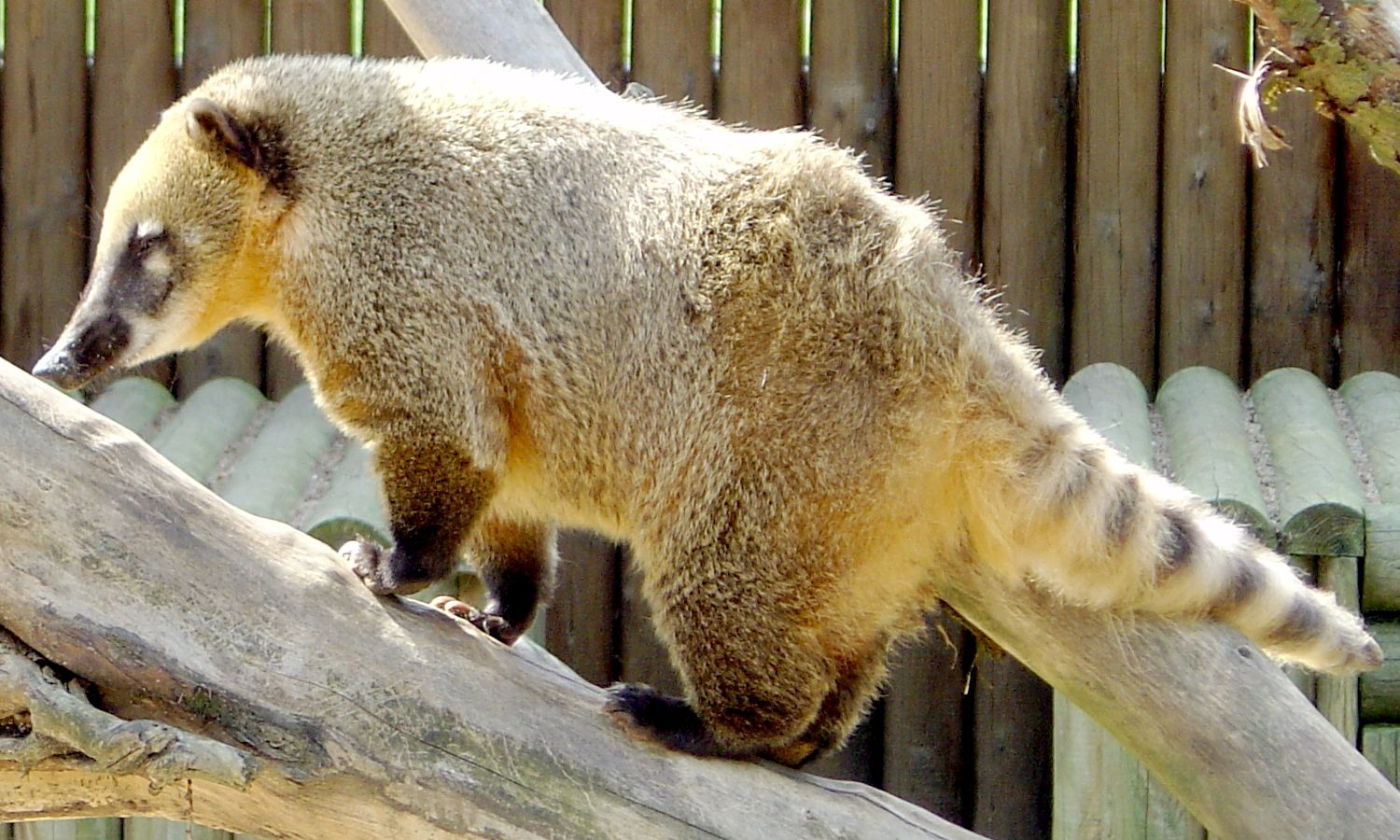
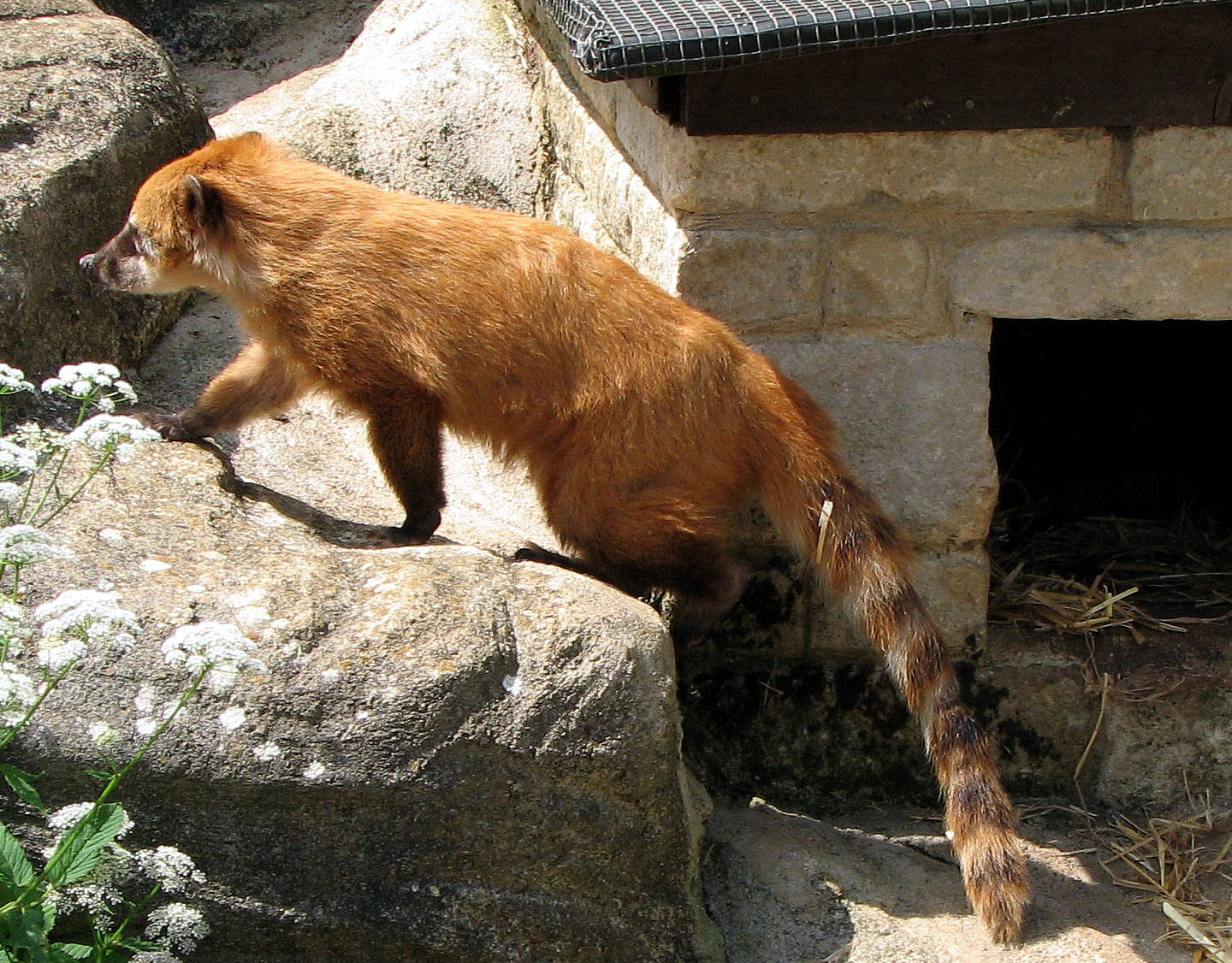
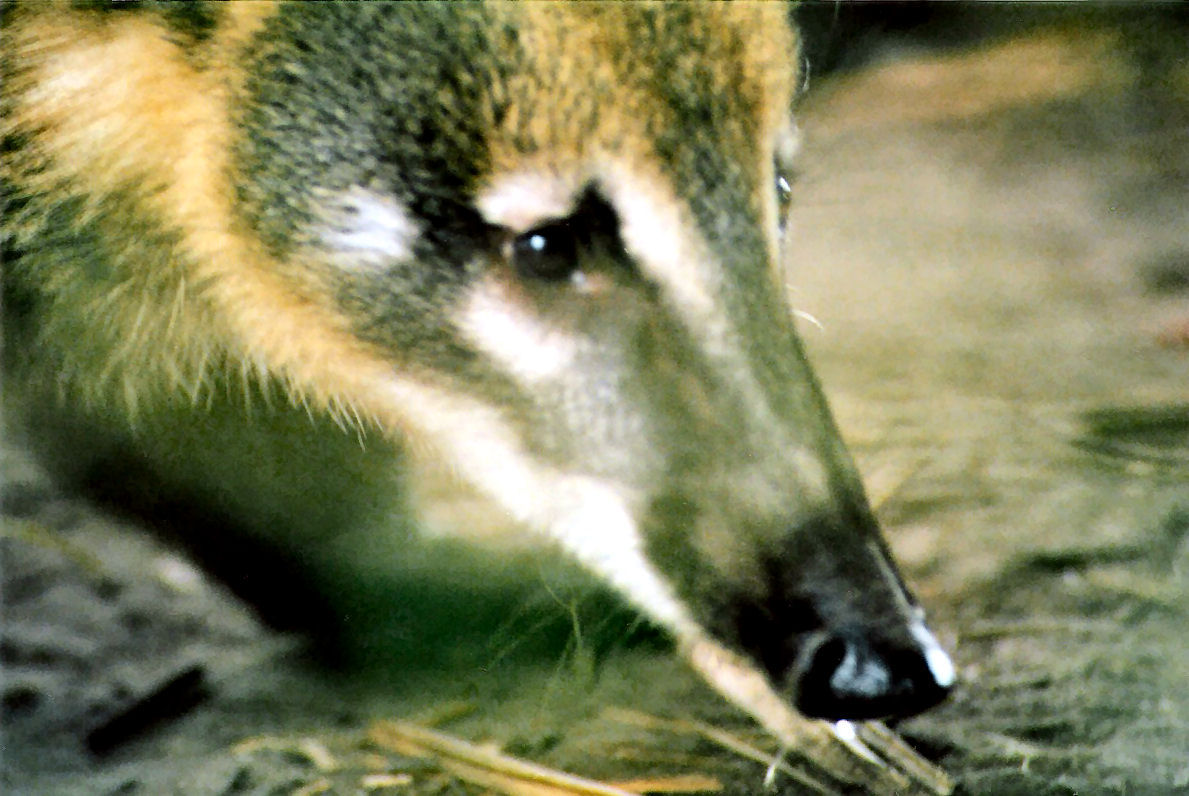

## Phân loài
Có 13 phân loài được công nhận:
- Nasua nasua nasua
- Nasua nasua aricana
- Nasua nasua boliviensis
- Nasua nasua candace
- Nasua nasua cinerascens
- Nasua nasua dorsalis
- Nasua nasua manium
- Nasua nasua molaris
- Nasua nasua montana
- Nasua nasua quichua
- Nasua nasua solitaria
- Nasua nasua spadicea
- Nasua nasua vittata.